# Edificio Hispano Olivetti

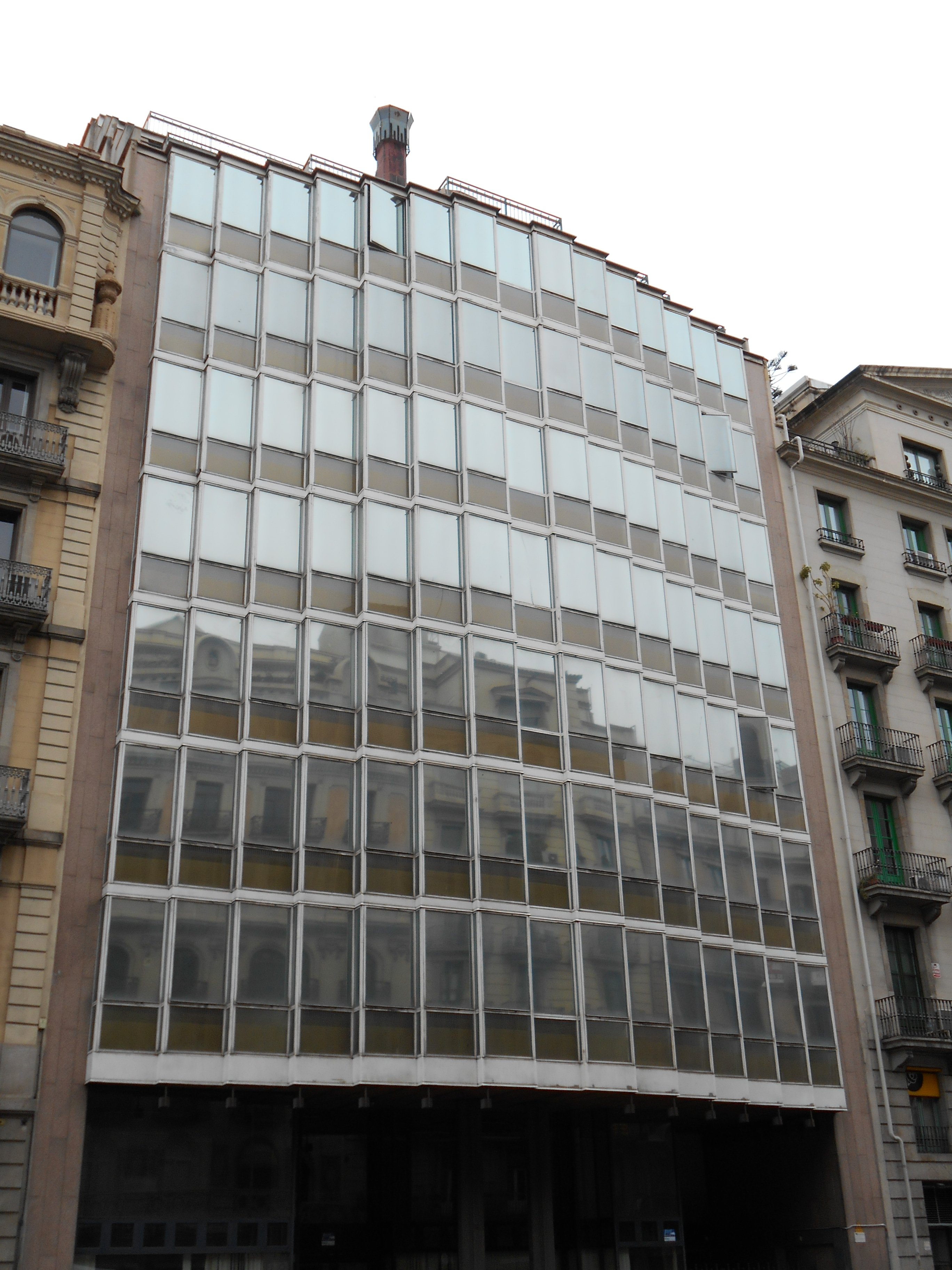
Edificio Hispano Olivetti.

El edificio Hispano Olivetti es un edificio situado en la ronda de la Universidad n.º 18, en el Ensanche de Barcelona (España). Fue diseñado por los arquitectos italianos Lodovico Barbiano di Belgiojoso, Enrico Peressutti y Ernesto Rogers, del equipo de arquitectos BBPR. Su construcción empezó en 1960 y acabó en 1964. El edificio está catalogado como bien cultural de interés local.
Originalmente era la sede en Barcelona de la dirección general de Comercial Mecanográfica S.A., representante de la empresa italiana Hispano Olivetti, y actualmente es un edificio de oficinas.

## Descripción
El edificio consta de planta baja, entresuelo, siete plantas de piso y ático. Se compone de un núcleo de comunicaciones verticales (escaleras y ascensores) colocadas en una de las medianeras y de un gran espacio libre sin distribuir, destinado todo él a oficinas. Uno de los elementos más característicos del edificio son las fachadas: grandes paramentos acristalados que forman uno de los primeros muros cortina construidos en Barcelona. La fachada principal está resuelta con voladizo formando tribuna sobre la alineación de la calle, separándose de las medianeras de las casas vecinas. La especial orientación del edificio, unida al hecho de estar proyectadas ambas fachadas a base de carpintería metálica y acabado acristalado, ha obligado a disponer de un sistema de brise soleil.